# Kripayo
Kripayo est une localité rurale à l'ouest de la Côte d'Ivoire dans la région de Gôh. Ce village est administrativement rattaché au département de Gagnoa.